# Wilhelmina Svensson
Christina Wilhelmina "Mina" Svensson, född 17 juli 1861 i Tvärreds socken, död 14 april 1890 i Matadi i Fristaten Kongo, var en svensk missionär och översättare. Hon var den första kvinnliga missionären som verkade inom Svenska Missionsförbundets kongomission i provinsen Bas Congo/Nedre Kongo i dåvarande Fristaten Kongo. Hennes insatser i Kongo omfattade såväl sjukvård och undervisning som översättning av Bibeln och författande av sångtexter på det lokala språket kikongo.

## Biografi
Wilhelmina Svensson föddes på gården Arnungared som yngsta barn till hemmansägaren Johan Svensson och hans hustru Inga Maria Isaksdotter. Hon hade fem äldre syskon. Båda föräldrarna kom ursprungligen från Jönköpingstrakten. Fadern förlorade kort efter Wilhelmina Svenssons födelse nästan allt han ägde till följd av ingångna borgensförbindelser. Efter det flyttade familjen tillbaka till Småland. Wilhelmina Svensson förlorade sin mor under sitt andra levnadsår och placerades då i fosterhem.

### Utbildning
Uppgifterna om Wilhelmina Svenssons barndom och ungdom är knapphändiga. Enligt levnadsberättelsen i Missionsförbundet blev hon omvänd vid 16 års ålder efter att ha haft ont i en arm en längre tid. I samband med frälsningsupplevelsen gick smärtan i armen över, vilket hon tolkade som ett gudomligt ingripande. Efter den religiösa omvändelsen visste hon att hon ville arbeta med sjuka barn. Hon sökte till diakoniutbildningen i Ersta i Stockholm, men var för ung för att antas. I stället arbetade hon som småskollärare i Järstorp utanför Jönköping under två år. Därefter påbörjade hon utbildningen vid Ersta. En av hennes patienter på Ersta var en ung afrikan, zuluern Josef K’Mataka. Mötet med honom gjorde att hon ville ägna sitt liv åt kristen mission i Afrika.
Efter diakonikursen återvände Wilhelmina Svensson till Jönköping och arbetade som biträde på lasarettet och med hemsjukvård. Hösten 1882, då hon var 21 år, blev hon utsedd till föreståndare på fattiggården Ahlsborg i Vetlanda. Samtidigt kände hon en allt starkare önskan att bli missionär. År 1887 blev hon tillfrågad av Svenska Missionsförbundet om att bli missionär i Kongo. Hon tackade ja och lämnade sin anställning i Vetlanda för att genomgå en kurs för kvinnliga missionärer på Elsa Borgs bibelkvinnohem på Södermalm i Stockholm.

### Mission i Kongo
Den 17 april 1888 steg Wilhelmina Svensson på ångbåten Afrikaan i Rotterdam för att resa till Kongo tillsammans med de fyra blivande missionärskollegorna Elisabet Karlsson, Anna Andersson, Magnus Rangström och Karl Teodor Andersson. Strax efter ankomsten i maj insjuknade Elisabet Karlsson i tyfus och avled två månader senare. Även Anna Andersson blev allvarligt sjuk, i TBC, och Wilhelmina Svenssons första huvudsakliga uppgift blev att vårda henne och tidvis andra sjuka kollegor. Efter kollegans bortgång fick hon allt fler arbetsuppgifter inom själva missionsverksamheten.
Wilhelmina Svensson var först verksam på Svenska Missionsförbundets station Mukimbungu, men förflyttades senare till missionsstationen Kibunzi på Kongoflodens norra sida. Där började hon undervisa i en pojkklass på missionens skola. Hon startade även undervisning för kvinnor, som hade kontaktat henne och sagt sig vilja lära sig läsa. Vid sidan av undervisningen skötte hon en medicinsk mottagning, dit folk kom för att få vård och läkemedel. Under några perioder blev hon eftersänd för att vara barnmorska åt kvinnliga missionärer från olika samfund och länder. Wilhelmina Svensson var av allt att döma mycket språkbegåvad. Hon undervisade sina kollegor i det lokala språket och det nämns också att hon talade bättre engelska än de flesta av missionärerna. Hon översatte många psalmer ur Psaltaren till det lokala språket kikongo och skrev också sångtexter på språket, av vilka flera är tryckta i den kongolesiska sångboken "Minkunga Miayenge". När kongomissionärerna höll en konferens i början av februari 1890 deltog hon som den första kvinnliga deltagaren.
Som den första av Missionsförbundets kvinnliga kongomissionärer såg Wilhelmina Svensson som sitt ansvar att bevisa att även kvinnor hade sin givna plats i missionsarbetet. Hennes förutsättningar för denna uppgift var goda: hon var självständig, intelligent och språkbegåvad. Hon kom från enkla omständigheter, men hade målmedvetet arbetat för att skaffa sig lämpliga yrkeserfarenheter. Trots sin relativa ungdom – hon fyllde 27 år några månader efter ankomsten till Kongo – hade hon flera års erfarenhet av undervisning och socialt arbete. ”Kort war Mina Svenssons arbetsdag; men utan tvifwel har hon bland Kongos barn och qwinnor fått börja ett arbete, som i framtiden skall bära wälsignelserika frukter.” skrev missionsföreståndare E. J. Ekman i tidningen Missionsförbundet efter hennes bortgång.
Wilhelmina Svensson avled i malaria i april 1890, efter två års missionsarbete i Kongo.